# Indigastrum costatum
Indigastrum costatum är en ärtväxtart som först beskrevs av Jean Baptiste Antoine Guillemin och Perr., och fick sitt nu gällande namn av Brian David Schrire. Indigastrum costatum ingår i släktet Indigastrum och familjen ärtväxter.

## Underarter
Arten delas in i följande underarter:
- I. c. costatum
- I. c. goniodes
- I. c. macrum
- I. c. theuschii